# رایسک
رایسک (به لهستانی:  Rajsk) یک روستا در لهستان است که در گمینا بیلسک پودلاسکی واقع شده‌است.